# Allese
Allese, ook Allesø,  is een plaats in de Deense regio Zuid-Denemarken, gemeente Odense. De plaats telt 268 inwoners (2020).